# Хинг'єн (провінція)
Хинг'єн (в'єт. Hưng Yên) — провінція на півночі В'єтнаму, у дельті річки Хонгха. Площа становить 923,4 км²; населення за даними перепису 2009 року — 1 127 903 жителя, серед них 1 126 467 (99,87 %) — етнічні в'єтнамці. Адміністративний центр — однойменне місто Хинг'єн. Адміністративно провінція поділяється на 1 місто і 9 повітів.

## Географія і клімат
Провінція являє собою плоску територію без гір і пагорбів. На території Хинг'єн є великі запаси бурого вугілля, які поки не розробляються, однак згодом можуть зіграти важливу роль у розвитку у регіоні гірничодобувної промисловості.
Клімат провінції характеризується як тропічний мусонний. Середня річна температура становить 23,2 °С; зимова: 16 °С. Середньорічний рівень опадів: 1450—1650 мм; 70 % випадає у період з травня по жовтень. Середня вологість повітря: 86 %.